# Макогон, Алексей Кузьмич
Алексей Кузьмич Макогон (1900, Бахмутский уезд, Екатеринославская губерния, Российская империя — неизвестно, посёлок Калинина, Артёмовский район, Донецкая область, Украинская ССР) — директор совхоза имени Калинина Министерства совхозов СССР, Артёмовский район Сталинской области, Украинская ССР. Герой Социалистического Труда (1949).

## Биография
Родился в 1900 году в крестьянской семье в одном из сельских населённых пунктов Бахмутского уезда. С раннего возраста трудился в сельском хозяйстве. В начале 1930-х годов участвовал в колхозном движении, был избран председателем одного из крестьянских хозяйств, которое в последующем стало колхозом имени Сталина Артёмовского района.
После освобождения Сталинской области от оккупации с сентября 1943 года занимался восстановлением колхозного хозяйства, потом был назначен директором свиноводческого совхоза «Артёмовский» с центральной усадьбой в посёлке имени Калинина (сегодня — посёлок Калиновка Бахмутского района).
В 1948 году совхоз сдал государству в среднем на каждую свиноматку по 2,24 тонны свинины в живом весе от 125 свиноматок, имевшихся на начало года. Указом Президиума Верховного Совета СССР от 24 сентября 1949 года удостоен звания Героя Социалистического Труда за «получение высокой продуктивности животноводства в 1948 году» с вручением ордена Ленина и золотой медали «Серп и Молот» (№ 4725).
Этим же указом званием Героя Социалистического Труда были награждены старший зоотехник Фёдор Степанович Зинченко, старший ветеринарный врач Иван Емельянович Рудой, управляющие фермами Савелий Стефанович Иваненко, Лука Сазонович Сивирин, труженики совхоза бригадир Семён Афанасьевич Задорожний, свинарки Анастасия Митрофановна Архипкина, Полина Филипповна Братчикова, Меланья Лукьяновна Косенко, Зоя Семёновна Решетняк и Фёкла Лазаревна Юхно.
В последующие годы совхоз имени Калинина наряду с соседним совхозом «Металлист» (директор — Пётр Борисович Янатьев) занимал передовые позиции в соревновании среди животноводческих хозяйств Сталинской области.
После выхода на пенсию проживал в посёлке имени Калинина Артёмовского района. С 1968 года — персональный пенсионер союзного значения. Дата смерти не установлена.
Награды
- Герой Социалистического Труда
- Орден Ленина — дважды (30.12.1935; 1949)
- Орден Трудового Красного Знамени (13.03.1948)
- Медаль «За трудовое отличие» (23.08.1950).